# كرفس (دريكيش)
كرفس قرية سورية في ناحية قرى مركز جنينة رسلان في منطقة دريكيش التابعة لمحافظة طرطوس.